# ロンボク島地震 (2018年8月5日)
ロンボク島地震（ロンボクとうじしん、インドネシア語: Gempa bumi Lombok）は、2018年8月5日、インドネシアのロンボク島北部で発生したマグニチュード（Mw）6.9の地震である。
7月29日に発生したロンボク島地震 (2018年7月) で20人が死亡、1万人以上が避難した7日後であった。
西ヌサ・トゥンガラ州当局のまとめによると、8月8日時点の判明分で死者381人、負傷者1033人、家屋損壊2万2721棟の被害があり、22万168人が避難している。